# STS-112
STS-112 (ang. Space Transportation System) – 10-dniowa misja wahadłowca Atlantis do Międzynarodowej Stacji Kosmicznej w październiku 2002 roku. Był to dwudziesty szósty lot promu kosmicznego Atlantis i sto jedenasty programu lotów wahadłowców.

## Załoga
źródło
- Jeffrey S. Ashby (3)*, dowódca (CDR)
- Pamela A. Melroy (2), pilot (PLT)
- David A. Wolf (3), specjalista misji (MS1)
- Piers J. Sellers (1), specjalista misji (MS3)
- Sandra H. Magnus (1), specjalista misji (MS2)
- Fiodor Jurczichin (1), specjalista misji (MS4) (RSC, Rosja)

*(liczba w nawiasie oznacza liczbę lotów odbytych przez każdego z astronautów)

## Parametry misji
- Masa:
  - startowa orbitera: 116 538 kg
  - lądującego orbitera: 91 390 kg
  - ładunku: 12 572 kg
- Perygeum: 273 km[4]
- Apogeum: 405 km[4]
- Inklinacja: 51,6°[4]
- Okres orbitalny: 91,3 min[4]

## Cel misji
Piętnasty lot wahadłowca na stację kosmiczną ISS – dostarczenie segmentu S1 kratownicy ITS.

### Dokowanie do ISS
- Połączenie z ISS: 9 października 2002, 15:16:15 UTC[1]
- Odłączenie od ISS: 16 października 2002, 13:13:30 UTC[1]
- Łączny czas dokowania: 6 dni, 21 h, 57 min, 15 s